# 姉川七本槍
姉川七本槍は、姉川の戦いで手柄を立て織田信長より賞されたとされる織田・徳川連合軍の武将で、伊達与兵衛、林平六、渡辺金太夫、伏木久内、中山是非之助、吉原又兵衛、門奈左近衛門の7人とされている 。
彼らは第一次高天神城の戦いにて徳川軍の武将として参戦し、高天神城に籠城するも、約60日の籠城ののちに開城。門奈を除く6人は武田方に降伏し、以降武田氏の家臣となった。門奈はその後も徳川氏に仕えた。